# 18806 Цахпенн
18806 Цахпенн (18806 Zachpenn) — астероїд головного поясу, відкритий 13 травня 1999 року.
Тіссеранів параметр щодо Юпітера — 3,333.